# Grammostola alticeps
Grammostola alticeps är en spindelart som först beskrevs av Pocock 1903.  Grammostola alticeps ingår i släktet Grammostola och familjen fågelspindlar.
Artens utbredningsområde är Uruguay. Inga underarter finns listade i Catalogue of Life.